# 바리토어군
바리토어군은 보르네오섬, 민다나오섬, 마다가스카르의 약 스무 개 언어로 이루어진 어군이다. 인도네시아 남칼리만탄주에 위치한 바리토강의 이름을 땄다. 마다가스카르의 공용어인 말라가시어가 여기에 속한다.
바리토어군은 Hudson (1967)이 처음 제안하였다. 그는 바리토어군이 동바리토어군, 서바리토어군, 마카함어군(바리토·마카함어군)으로 나뉜다고 주장했다. 일부 학자들은 바리토어군이 실제로는 분기군이 아니라 언어동조대라고 주장하기도 한다. 예를 들어 Adelaar (2005)는 북보르네오어군이나 말레이숨바와어군처럼 전통적이지 않은 분기군을 옹호하면서도 바리토어군은 인정하지 않는다.

## 확대 바리토어군
로버트 블러스트(2006)는 사마바자우어군 역시 어휘적으로 바리토 지역에서 유래하였으나, 다만 기존의 하위 분류에는 속하지 않는다고 주장하였다. 에스놀로그도 여기에 동의하며 바리토어군과 사마바자우어군을 묶어 확대 바리토어군이라 부른다.
Smith (2017, 2018)는 확대 바리토 연결체가 다음과 같이 분류되며 바삽어가 확대 바리토어군의 자매 언어라고 주장하였다. 이를 바삽·확대 바리토어군이라 부른다.
- 바삽·확대 바리토어군
  - 바삽어
  - 확대 바리토어군
    - 서북바리토어군 (카도리흐어, 시앙어, 무룽어)
    - 서남바리토어군 (응아주어, 카푸아스어, 바쿰파이어)
    - 사마바자우어군 (야칸어 등)
    - 동남바리토어군 (마아냔어, 두순 위투어, 말라가시어)
    - 중동바리토어군 (두순 말랑어, 두순 바양어, 파쿠어, 세미힘어)
    - 동북바리토어군 (라왕안어,  벤티안어, 파시르어, 베누아크어)
    - 툰중어